# 迷失
《迷失》是一部美國超自然電視連續劇，最初由美国广播公司播出，全剧从2004年9月22日开播，到2010年5月23日完结，共播出六季。內容讲述从澳大利亚雪梨飛往美國洛杉磯的海洋航空公司815航班在南太平洋一個神秘熱帶小島上墜毀後，发生在幸存者身上的故事。
《迷失》由傑弗瑞·利柏、J·J·亞伯拉罕、戴蒙·林道夫原创，他们共同创作了首集，由亚伯拉罕执导。在全剧播出期间，林道夫和卡尔顿·库斯担任日常播出制片人和首席编剧，同他们共同工作的还有众多执行制片人和编剧。由于大量的群戲和主要拍摄地在夏威夷欧胡岛，该剧成为成本最高的电视剧。《迷失》的架空世界和神秘元素扩展到诸多相关媒体中，其中最重要的是一系列被称作《迷失：遗失的片段》（Lost: Missing Pieces）的迷你集，以及一部12分钟的后传《新掌权者》（The New Man in Charge）。
作为一部广受好评的流行剧集，《迷失》经常被评论家排入他们的十大经典剧集榜单中。第一季在美国广播公司播出时每集的平均收视人数为1,569万。在它的第六季也是最后一季中，该剧在全美的收视人数为每集逾1,100万。《迷失》在播出期间获得了诸多奖项提名，并获得多项业界大奖，包括2005年的艾美奖最佳剧情类电视剧奖，2005年英國學術電視獎最佳美国进口片奖，2006年金球奖最佳剧情类电视剧奖以及美國演員工會獎剧情类电视剧最佳群戏奖。

## 简介

### 概述
第一季开场时，海洋航空公司815航班坠落在一个看起来荒芜人烟热带岛屿上。航班幸存者在第一季中不断遭遇神秘事物的威胁，包括北极熊，在丛林中弥漫的不可见生物（“黑烟怪物”）以及不怀好意、难觅踪迹、被称为“其他人”（the Others）的岛上居民。他们遇到了一位名叫達妮艾爾·盧梭的法国女子，她是16年前沉船事故的幸存者。他们还发现埋藏在地下的神秘金属舱口。在其中两名角色试图打开舱口的同时，另外四名幸存者搭建好竹筏，准备离开小岛。同时，闪回（flashback）主要以各角色在坠机前的生存细节为中心。
第二季开始关注幸存者和“其他人”之间的冲突，以及信仰和科学的不断碰撞。在解决之前一些谜题的同时，又产生了新的疑问。在舱口中，杰克和洛克對枪支和药物控制权的争夺愈演愈烈，在“长线骗局”（The Long Con）一集中，索耶通过诡计最终取得了控制权。本季又引入新角色，包括在机舱尾部的幸存者（Tailies）以及其他岛上居民。有关舱口的疑问得到解决，它是由達摩計劃以科学研究为名于数十年前建立，用来进行科学实验。一位名叫德斯蒙德·休謨的人在舱口内已经居住了3年之久，每108分钟就要按动一次按钮，以防止大灾难發生。随着有关神秘的“其他人”的真相浮出水面，迈克尔背叛了其他幸存者，坠机的原因也得到揭示。 
第三季中，坠机幸存者了解了更多有关“其他人”信息以及他们在这个神秘小岛上生活的历史。德斯蒙德以及“其他人”一员朱莉叶加入了幸存者一方，而幸存者中的洛克加入了“其他人”。“其他人”和幸存者之间的战争达到高峰，幸存者联系上了一支乘坐货轮“拉海纳”（Kahana）登上小岛的援救队伍。
第四季主要讲述幸存者同乘货轮来到岛上的人之间的斗争，这些人来到岛上并不是为了救援行动，而是为了更为邪恶的目的。他们来到岛上的目的最终被揭示。幸存者们开始筹划在货轮成员实施他们计划之前，逃离小岛。闪前（flashforward）揭示了所谓“海洋航空六人组”（Oceanic Six）的身份和未来行动，他们成功逃离小岛，并尝试恢复到之前的正常生活。为了“移动岛屿”保证其安全，Ben使用岛上的一个古老的装置，使小岛不仅在物理上位移，并且在时间上也发生变化，同时他本人也被传送到突尼斯的沙漠当中。
第五季分两条时间线展开。第一条时间中，留在岛上的幸存者经历了不断的时间跳跃，直到他们最终留在了1974年达摩计划进行时。第二条则继续之前的时间线索，讲述在“海洋航空六人组”逃离岛屿后，以及他们于2007年（逃离岛屿后3年）乘坐Ajira航空316航班返回小岛的故事。Ajira航班上的部分乘客回到了1977年，而其他人则留在了2007年。回到1977年的几人同当时已经加入达摩计划3年之久的幸存者们回合。他们决定改变过去，以阻止海洋航空班机在未来的坠毁。
第六季也是最后一季中，主要线索讲述幸存者们回到当下并重新团聚。随着岛屿保护者雅各布（Jacob）的死亡，幸存者需要对抗黑衣人（即之前的黑烟怪物）。同时出现的“闪边”（flash-sideway）剧情讲述了海洋航空815航班没有坠毁情形下，各主要角色的生活。在最后几集中，在远古时代的闪回揭示了岛屿力量的发源，以及孪生兄弟雅各布和黑衣人之间的冲突。杰克成为雅各布的继任者，并在最后关头岛屿面临危机时杀死了黑衣人。少数几名幸存者乘坐Ajira航班逃离小岛。剧中暗示，部分幸存者后来回到了家中，而其他人则在岛屿上快乐地生活着。在大结局中揭示，“闪边”时间线实际上是一种边缘状态，幸存者以及其他一些岛上角色在死后团聚，因为在岛上的时光是他们人生中最为重要的经历。在最后，幸存者们团聚在一座教堂之中，共同前行。

### 神话及解读
《迷失》中包括一系列和科幻或超自然现象有关的神秘元素。该剧集的创造者将其称为是构成剧集神话的元素，而它们也成为剧集爱好者们推测的基石。该剧集的神秘元素包括有：漫游在岛上的“烟雾怪物”，岛上被幸存者称为“其他人”的神秘居民，在岛上建立多个研究站的科学研究组织达摩计划，一组不断出现在各角色过去、现在和将来生活中的数字，以及各角色本人经常没有意识到的互相之间的关联。 
剧集的核心是一个复杂而神秘的故事线，引发了观众诸多疑问和讨论。《迷失》的编剧和演员们常常在线同剧迷们交流，鼓励观众和电视评论者不断提出各种理论尝试解释剧集中的谜题。剧集的创作团队经常会公开讨论这些理论，其中某一些理論也會被否认。

### 反复出现的元素
《迷失》中村子常一些反复出现的元素和主题，它们对于故事本身没有直接影响，但是却扩展了剧集的文学和哲学潜台词。这些元素包括不断出现的黑与白，象征着角色和场景中的二元论；几乎所有角色都有反抗精神，尤其是凯特；机能不全家庭情况（特别是许多角色的父亲）存在于几乎所有主要角色中；世界末日语言，包括德斯蒙德透過按钮阻止世界终结；巧合与命运的对抗；科学与信仰的冲突；以及对诸多文学作品的引用。

## 製作

### 概念
本電視連續劇於2004年1月開始製片，當時的美國廣播公司領導勞伊德·布朗恩要求Spelling Television根據長篇小説Lord of the Flies、電影Cast Away、Gilligan's Island和著名真人秀節目生還者綜合寫出初稿。Gadi Pollack說某些“《LOST檔案》的影響來自於……遊戲Myst（the influences of Lost came from...the game Myst.）傑弗瑞·利柏被公司聘請，並根據自己的風格寫下了電視初稿Nowhere。布朗恩對結果和其後的重寫都不太滿意，因此聯繫了J·J·亞伯拉罕並請他寫一篇新的原稿——當時他正和Touchstone（現為ABC Studios），也是電視連續劇Alias的作者。雖然最初猶豫不決，Abrams後來決定了方向，即用一個超自然的角度來看它，並與Damon Lindelof合作創造迷的一系列風格和角色。Abrams和Lindelof的想法是把“聖經”和神話融入了迷的情節中，分開5至6季播放。当LOST的制作周期被限制到了2004年，时间已经相当紧迫了。尽管日程很紧，开发团队为了将本意表达给观众，保留了很多可变通的部分，为今后的修改打好铺垫。
《LOST檔案》的两集试播成本在广播网历史上是最昂贵的，据说价格在1000万美元到1400万美元之间，相比其他剧集，在2005年平均一小时长的试播剧集成本不过400萬美元。该剧集在2004年9月22日的首播成为一个巨大的关键性的商业成功。借着一系列剧集如慾望師奶、實習醫生和迷的帮助，扭轉了衰退的美國廣播公司的命運。然而，在被播出之前，Lloyd Braun被ABC公司的母公司，迪士尼的高層解雇。部分原因是由于过低的收视率以及他为如此昂贵、危险的计划大开绿灯。
世界首映试播剧集是在2004年7月24日，圣迭戈国际漫画节举行。

### 音樂
《迷失》的配樂由邁克·吉亞奇諾編寫，好萊塢工作室交響樂團演奏；其特色在於混和重複出現的主題，像是裡面的發生事件、場景或角色。邁克在配樂裡運用了數種音色特殊的樂器，例如敲擊飛機破碎的機身。
2006年3月21日，Varèse Sarabande發行了迷失第一季電視原聲帶。裡面完整收錄了幾首由J.J. Abrams製作的一系列主題曲及片頭曲。緊接著在2006年10月3日發行第二季的原聲帶，2008年5月6日發行第三季，2009年5月11日發行第四季，而第五季原聲帶則在2010年5月11日推出。
影集裡較少使用流行樂，取而代之的是交響樂的編曲。以此為特色的配樂通常源自相關聯的故事。例如，在赫利隨身聽裡的音樂就貫穿了整個第一季（一直到電池沒電為止），其中就使用了Damien Rice的"Delicate"；或是第二季裡所用的錄音機，就包含了Cass Elliot的"Make Your Own Kind of Music"和Petula Clark的"Downtown"，分別在第二與第三季中出現。在某兩集中，Charlie在街角帶著吉他演唱著Oasis的"Wonderwall"。第三季季末時，Jack在街上開車時所聽的事Nirvana的"Scentless Apprentice"；而在他抵達Hoffs/Drawlar殯儀館前，以及在第四季末的同一個場景撥放的是Pixies的"Gouge Away"。第三季中有兩次在車上的片段，使用了三犬夜（Three Dog Night）的"Shambala"。片中僅使用了兩首與劇情無關的流行樂，分別是在EP"I do"（第三季第6集）和"I Shall Not Walk Alone"所用的Ann-Margret的"Slowly"；另一首則是由Ben Harper編寫，阿拉巴馬盲童演奏，出現在"Confidence Man"（第一季第8集。）還有一部分備用的曲目是用在其他國家的宣傳上。像是在日本播映所用的主題曲，第一季由化學超男子演唱的"Here I Am"，第二季則是伊藤由奈的"Losin"，克莉絲朵·凱兒的"Lonely Girls"則在第三季使用。

### 拍摄地点

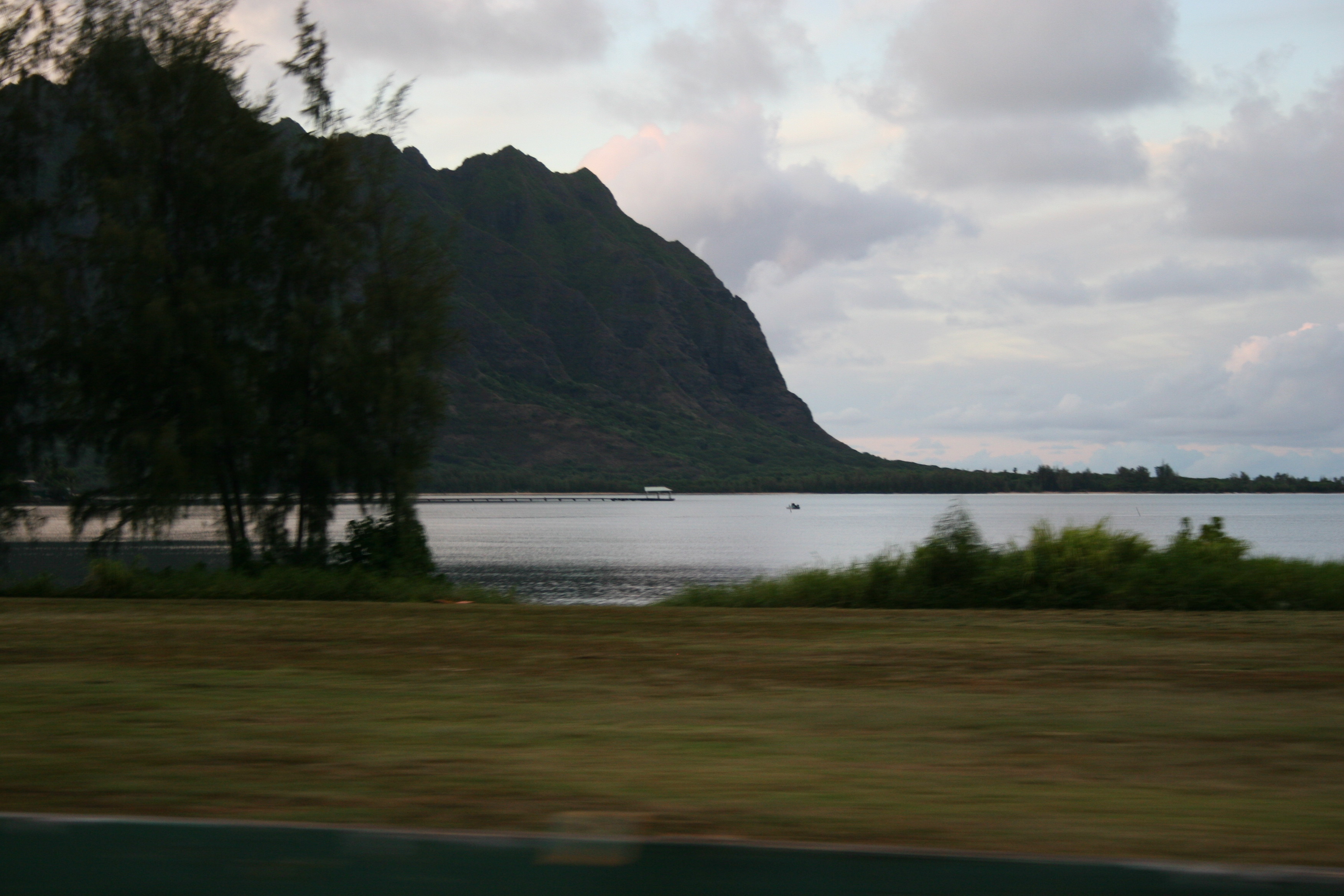
一个夏威夷的本地港口，出现于"Live Together, Die Alone".

《LOST檔案》是用Panavision 35 mm攝影機几乎在整个夏威夷的瓦胡岛上拍摄的。最初小岛的航拍镜头是在位于夏威夷西北端的的莫库莱亚海滩拍摄的。后来海滩场景改到了著名的阿胡岛上。第一季中山洞的场景拍摄于声音舞台在一个叫做埃克斯罗斯的仓库里面。这个仓库已经在1999年的埃克斯罗斯凶杀案之后清空了. 声音舞台和电影制作工作室已经移到了夏威夷电影工作室经营的夏威夷工作室去了, 在这里构建了第二季中"斯旺站Swan Station"和第三季中"海达站Hydra Station"的内部场景.有很多的城市场景和和被使用的火奴鲁鲁的场景取景于全球各地，其中包括加州，纽约，鲁瓦，迈阿密，南韩，伊拉克，尼日利亚，英国，巴黎，泰国，柏林和澳州。比如,雪梨机场的场景是在夏威夷娱乐中心拍摄的，伊拉克共和国卫队 的装置使用的一个二战时期的地堡代替的。还有，在德国过冬的场景是在夏威夷的周围的某地拍摄的，在那里用了大量的碎冰来制作德国雪天里汽车在街道上的镜头。 很多在第三季结局里的镜头,"Through the Looking Glass,"拍摄于洛杉矶其中包括一个从Grey's Anatomy租的医院场景。第四季中的两个场景拍摄于伦敦主要因为Alan Dale扮演的Widmore当时在表演音乐Spamalot从而无法到夏威夷拍摄。更多的拍摄场景可以在网站中找到《迷失》模拟之旅。

### 网上发布
除了有线电视和卫星广播，《LOST檔案》已经站在了新电视发布方式的前沿阵地。它是第一个经由苹果公司的iTunes Store服务发布的可以在iTunes和iPod上播放的剧集。从2005年十月开始，美国观众可以不经过中间商从网上下载已经在ABC上播放的新剧集.2007年8月29日，迷失成为了第一个可以在"UK store"上下载的电视节目。从迷失第四季在英国播出开始，迷失的剧集可以在周日Sky One播出后的周一下载。 《LOST檔案》同时也是第一个德国iTunes电上的电视节目。2006年4月,迪士尼宣布《迷》将有带广告免费网络视频格式播放，在ABC的网站上这是他们为期两个月的未来实验性发布策略。从2006年五月到六月播放的预告片造成了一阵在其他电视网络公司中的波动。他们担心广告收入会因此减少。因为国际协议的关系,ABC网站上的《迷》只可以在美国播出。从2008年五月开始，所有的1到4季都可以在ABC网站上由高清视频格式播放，但这些视频只供给在美国用微软和苹果操作系统的网友观看。新剧集将可以在电视播出后经网上观看。观看者将被要求观看贯穿于剧集中5到30秒不等的广告视频。这些广告会议微缩影响的形式而且只有较高品质的广告才会被收录。在2009年，《迷》被誉为ABC's网上拥有最多点击量的网络美剧。据尼尔森公司报道有超过一百四十二万五千观众在ABC的网站上观看过至少一集“迷”。《LOST檔案》第一季和第二季都可以在英国第四频道网上观看，但是现在已经过期了。 所有的"Pilot"都可以免费观看，其他的剧集每一集将花费0.99 英镑。由于协议规定，此项服务只可以在英国享受。Virgin传媒已经在他们的电视点播功能中提供前三季的《LOST檔案》点播服务，此项服务提供观众在任意时间观看前三季中任意一集的高清视频或普通视频。现在只有第二和第三季可以观看。所有的剧集将免费提供给Virgin传媒用户.2006年11月25日，迷失可以在Sky's VOD服务上观看,任意天空。拥有正确Sky认证的用户可以免费下载最新的剧集，但是，和第四频道的4OD程序相似，这项服务也将过期。没有相应认证的Sky用户可以换取预付款来租一集LOST.其他网上发布网站包括：USA Netflix公司法国的TF1网， 美国在线视频， 微软的Xbox Live服务， 热 (以色列) V.O.D.以色列服务和为爱尔兰观众提供的RTÉ player.

### DVD发布
完整的第一季宽银幕7碟DVD于2005年9月6日在美国发布，正好在第二季上演前的两周。由博伟家庭娱乐公司发行。

## 演出人員

### 試鏡
许多第一季的角色都是依执行制片人的喜好决定。主要角色杰克本来是应该由Michael Keaton出演并死于航行过程之中。但是，ABC的高层要求杰克存活下来。在決定Jack存活下來之前，Kate將脫穎而出成為生還者的領袖，她本來被構思於像Rose的個性。Dominic Monaghan試鏡Sawyer這個角色，在那時設定穿著合身衣物的城市騙子。製作人喜歡Monaghan的表演而且改變了一些特徵變成Charlie，最初設定是一個中年的過氣搖滾明星。Jorge Garcia也去試鏡Sawyer這個角色，而Hurley這個角色有一部分是專門為他而撰寫的。當Josh Holloway試鏡Sawyer，製作人很喜歡他的條件（據報導當他試鏡時忘記台詞，常生氣的踢了椅子）和他的南方口音，所以他們更改了Sawyer的個性去符合Holloway的演出。金允珍去試鏡Kate，但製作人寫了Sun這角色給她，並且由Daniel Dae Kim扮演她的丈夫Jin。Sayid由Naveen Andrews扮演，劇本最初也是無此角色。Locke和Michael跟ABC他們的演員一起撰寫。Emilie de Ravin扮演的Claire最初設定為小角色，而且為可再循環利用的角色。在第二季中，Michael Emerson扮演的Ben本來只有出現三集，但因為他演技好延伸至八集，並且到最後第三季、第四季、第五季,迷 第六季都有他的演出。

## 影響

### 收视率
迷失在美國收視率如下：
| 季度 | 時間（東岸）                                           | 首播          | 結束          | 年度        | 整體 | 整體          |
| 季度 | 時間（東岸）                                           | 首播          | 結束          | 年度        | 名次 | 觀眾 （百萬） |
| ---- | ------------------------------------------------------ | ------------- | ------------- | ----------- | ---- | ------------- |
| 1    | 星期三下午八時                                         | 2004年9月22日 | 2005年5月25日 | 2004-2005年 | #15  | 15.69         |
| 2    | 星期三下午九時                                         | 2005年9月21日 | 2006年5月24日 | 2005–2006年 | #15  | 15.50         |
| 3    | 星期三下午九時 （第1-6集） 星期三下午十時 （第7-22集） | 2006年10月4日 | 2007年5月23日 | 2006–2007年 | #14  | 15.05         |
| 4    | 星期四下午九時 （第1-8集） 星期三下午十時 （第9-13集） | 2008年1月31日 | 2008年5月22日 | 2008年      | #17  | 13.40         |
| 5    | 星期三晚上九時                                         | 2009年1月21日 | 2009年5月13日 | 2009年      | #28  | 10.94         |
| 6    | 星期二晚上九時                                         | 2010年2月2日  | 2010年5月23日 | 2010年      | #31  | 10.08         |

### 奖项
- 2005年艾美奖最佳剧情类电视剧
- 2006金球奖剧情类最佳电视剧集

## 其他媒體
2006年3月發行迷失的小說版本，由ABC之公司Hyperion Books發售：
Endangered Species（ISBN 978-0-7868-9090-3）Cathy Hapka著，2005年11月1日
Secret Identity（ISBN 978-0-7868-9091-0）Cathy Hapka著，2006年1月1日 Signs of Life（ISBN 978-0-7868-9092-7）Frank Thompson著，2006年3月1日 

## 外部連結
- 官方网站
- 互联网电影数据库（IMDb）上《迷失》的资料（英文）